# Nusinersen
Nusinersen (obchodní název Spinraza) je lék používaný na léčbu SMA zejména u dětí. Jedná se o první schválený lék na tuto nemoc. Stalo se tak v prosinci 2016.

## Vedlejší účinky
Lidé léčeni tímto lékem mají zvýšené riziko například dýchacích infekcí, ušních infekcí, zácpy, skoliózy.
Potenciálním rizikem je i poškození ledvin a snížení krevních destiček.
Po podání léku se u lidí objevovala bolest hlavy a zad.

## Různé
- Lék stojí 750 000 dolarů v prvním roce diagostikování SMA. Aplikace v každém následujícím roce vyjde na 370 000 dolarů (ceny v USA v roce 2019). Jedná se o tzv. „sirotčí lék“, jenž by za normálních podmínek a běžného stavu i přes vysokou cenu výrobcům nepokryl náklady na vývoj a výzkum. V USA i zemích Evropské unie jsou platné zákony, jež podporují a subvencují společnosti, které se takový lék rozhodnou vyvinout.[1]

- Od března 2020 lze v ČR aplikovat Spinrazu i dospělým pacientům. [2]